# جارچی‌کندی‌کوه
جارچی‌کندی‌کوه یکی از روستاهای استان آذربایجان شرقی است که در دهستان چاراویماق مرکزی بخش مرکزی شهرستان چاراویماق واقع شده‌است.این روستا ۹۲ نفر جمعیت دارد.